# ザ・ビッグ・マン&ザ・スクリーム・チーム・ミート・ザ・バーミー・アーミー・アップタウン
「ザ・ビッグ・マン&ザ・スクリーム・チーム・ミート・ザ・バーミー・アーミー・アップタウン」（原題 : Primal Scream, Irvine Welsch and On-U-Sound present... The Big Man and the Scream Team Meet the Barmy Army Uptown）はプライマル・スクリーム、アーヴィン・ウェルシュ、On-Uサウンド（エイドリアン・シャーウッド）の連名で1996年6月にリリースされたシングル。収録曲は表題曲のバージョン違い3曲だが、日本では1曲目のミックス名を取り、「フル・ストレングス・フォーティファイド・ダブ」と表記されることがある。
UEFA欧州選手権1996に合わせて制作され、歌詞もそれに因んだものとなっている。歌詞に多くの放送禁止用語を含むため、先行して配布されたプロモ盤と欧州選手権開催に合わせ発売された公式コンピレーションアルバム『ザ・ビューティフル・ゲーム（The Beautiful Game）』には放送禁止用語をカットしたインストゥルメンタル・バージョンが収録され、ジャケットにはスクリーマデリカマークとともに "Warning this record is offensive" と記されたステッカーが貼られた。
プライマル・スクリームのスタジオ・アルバムには未収録だったが、2009年1月に日本限定で発売された『バニシング・ポイント』のリマスター盤にボーナストラックとして収録された。

## 収録曲
- CD（CRESCD 194、ESCA 6509）、カセット（CRE 194）

1. フル・ストレングス・フォーティファイド・ダブ - Full Strength Fortified Dub 4:25
2. エレクトリック・ソープ・ダブ - Electric Soup Dub 4:29
3. ジェイク・シュープリーム - A Jake Supreme 1:59

- 12インチアナログ（CRE 194T）

A-1. Full Strength Fortified Dub 4:24
B-1. Electric Soup Dub 4:29
B-2. A Jake Supreme 1:58